# Scott Bessent
Pour les articles homonymes, voir Bessent.
Scott K. H. Bessent, né le 21 août 1962 à Conway en Caroline du Sud, est un homme d'affaires et un homme politique américain, investisseur et gestionnaire de fonds spéculatifs. Fondateur de Key Square Group, une entreprise d'investissement global, il a travaillé comme financier pour George Soros.  
Important collecteur de fonds et donateur pour Donald Trump, il est son conseiller économique pour la campagne présidentielle en 2024, puis est choisi comme secrétaire au Trésor par le président Donald Trump. Il est confirmé à ce poste par le Sénat en janvier 2025.

## Jeunesse et formation
Scott K. H. Bessent est né à Conway, en Caroline du Sud, de Barbara (McLeod) et Homer Gaston Bessent Jr. Il descend de huguenots. Son père est agent immobilier,,.
Bessent obtient une licence en sciences politiques de l'université Yale en 1984,. Pendant ses études, il est rédacteur pour The Yale Daily News, président de la Wolf's Head Society (une société senioriale), et trésorier de la promotion de 1984. Il est également président du Yale Alumni Fund en 1984 et assistant du directeur des sports,.

## Carrière
Bessent fait un stage auprès de Jim Rogers. Après avoir obtenu son diplôme, il a travaillé chez Brown Brothers Harriman, Kynikos Associates (Jim Chanos) et d'autres entreprises. Bessent a rejoint la Soros Fund Management (SFM) en 1991 et est associé au sein de l'entreprise tout au long des années 1990, devenant finalement le responsable du bureau de Londres,,,,. En 1992, Bessent fait partie de l'équipe qui a misé sur l'effondrement du mercredi noir de la livre sterling, générant plus d'un milliard de dollars pour l'entreprise. En 2013, sa spéculation contre le yen japonais rapporte également des profits significatifs,.
Après avoir démissionné de Soros Fund Management en 2000, Bessent fonde un fonds spéculatif d’un milliard de dollars,. Ce fonds ferme en 2005. Bessent déclare qu’il avait appris qu’il ne devait pas modifier son style ou la structure de l’entreprise en fonction des préférences des investisseurs. Il est également conseiller principal en investissement chez le fonds de fonds Protégé Partners,. Bessent retourne à Soros Fund Management, où il occupe le poste de directeur des investissements de 2011 à 2015,. Il quitte ce poste en 2015 pour créer une nouvelle entreprise, Key Square Group,.

### Key Square Group
En 2015, Bessent fonde Key Square Group avec Michael Germino, ancien directeur mondial des marchés de capitaux chez SFM. Key Square utilise la géopolitique et l’économie pour effectuer des investissements macroéconomiques. Key Square bénéficie d'un investissement initial de 2 milliards de dollars de la part de George Soros. Fin 2017, les actifs de Key Square s'élèvent à 5,1 milliards de dollars,. En mai 2018, Bloomberg rapporte que Key Square a généralement surpassé ses concurrents dans la gestion macroéconomique et continue d'attirer de nombreux investisseurs. Dans le cadre d’un accord préétabli, la firme rembourse le capital de Soros tout en accueillant d’autres actifs. Parmi ses investisseurs figure le fonds souverain australien Future Fund.

### Politique
En 2000, Scott Bessent organise une collecte de fonds pour Al Gore dans sa résidence de East Hampton, dans l'État de New York,. Il fait également des dons à Hillary Clinton et Barack Obama. En 2016, il fait un don d'un million de dollars au comité inaugural de la présidence de Donald Trump.
En février 2024, Bessent organise une collecte de fonds à Greenville, en Caroline du Sud, qui permet de récolter près de 7 millions de dollars pour la campagne présidentielle de Donald Trump en 2024. En avril 2024, il coorganise une autre collecte de fonds à Palm Beach, en Floride, qui permet de recueillir 50 millions de dollars pour la campagne de Trump.
En juillet 2024, Bloomberg Businessweek rapporte que Bessent est un conseiller économique clé de Trump. Il propose un plan économique en trois points pour Trump, inspiré de la politique des « Trois flèches » de Shinzo Abe,. Concernant la promesse de Trump d'appliquer des droits de douane de 20 % sur toutes les importations, Bessent déclare que ces mesures « étaient des positions maximalistes probablement atténuées lors des négociations avec les partenaires commerciaux ». Selon lui, « en fin de compte, [Trump] est partisan du libre-échange. Il veut faire monter la pression pour négocier ». Selon le Wall Street Journal, Bessent conseille à Donald Trump de poursuivre une politique du « 3-3-3 » : réduire le déficit budgétaire à 3 % du PIB d’ici à 2028, stimuler la croissance à 3 % grâce à la déréglementation et produire 3 millions de barils de pétrole supplémentaires par jour.
Le 22 novembre 2024, Donald Trump, alors président élu des États-Unis, annonce son intention de nommer Bessent comme secrétaire au Trésor des États-Unis pour son second mandat,.
Scott Bessent devra notamment augmenter les baisses d'impôts pour les entreprises réalisées durant le premier mandat Trump et diminuer le déficit. Dans un communiqué, l'Association des banquiers américains (ABA) se félicite de la désignation de Scott Bessent, estimant que son passé de financier « l'aidera[it] à diriger un ministère essentiel à l'économie mondiale et aux banques du pays ».
Le 27 janvier 2025, il est confirmé à son poste par le Sénat des États-Unis par un vote de 68 contre 29. Il est le premier membre de l'administration Trump à faire un déplacement en Ukraine, afin de rencontrer le président Volodymyr Zelensky à Kiev le 12 février 2025.

## Engagement social
De 2006 à 2011, Scott Bessent est professeur adjoint d'histoire économique à Yale, où il donne trois cours,.

### Présence aux conseils d'administration
Bessent est membre du conseil universitaire de l'université Yale. Avec sa sœur, il fait don de la bibliothèque Bessent à Yale. Il finance également trois bourses à Yale : une pour les étudiants issus de la première génération de diplômés universitaires, une pour les étudiants originaires de Caroline du Sud, et une pour les étudiants du Bronx.
Bessent est président du comité d'investissement et membre du comité exécutif du conseil d'administration de l'université Rockefeller. Il a précédemment siégé au conseil d'administration de God's Love We Deliver, une organisation créée pour livrer des repas aux personnes confinées chez elles atteintes du SIDA,.
Il est également vice-président du Classical American Homes Preservation Trust et ancien membre du conseil d'administration du Spoleto Festival de Charleston, en Caroline du Sud,. Bessent est membre du Council on Foreign Relations,.

### Philanthropie
En 2022, Bessent a créé deux fondations et a inauguré le McLeod Rehabilitation Center au Shriners Hospital for Children à Greenville, en Caroline du Sud,.
Il soutient également le Prince's Trust à Londres ainsi que le Harlem Children's Zone à New York.

### Promoteur de la cryptomonnaie
Scott K. H. Bessent est en 2024 connu comme l’un des principaux gestionnaires américains de fonds spéculatifs, et comme président de Key Square Capital Management. En tant que nouveau secrétaire au Trésor nommé par D. Trump, il soutient l'idée d'intégration de la blockchain et des actifs numériques de type cryptomonnaie dans l'économie américaine. Ce serait un tournant radical, par rapport aux positions réglementaires antérieurement prudentes de l’administration Biden sur les cryptomonnaies, tout en posant d'éventuels problèmes de conflit d'intérêt. En effet, Bessent a lui même antérieurement investi dans des jeunes pousses blockchain et des initiatives de finance décentralisée (DeFi), et Cameron et Tyler Winklevoss (cofondateurs de la bourse de crypto-monnaies Gemini), ont financé à hauteur de 1,6 million de dollars en bitcoins la seconde campagne électorale de D. Trump, et  Jesse Powell (cofondateur de Kraken), a fait don de 845 000 dollars en ether. Selon Bessent (2024) : « La crypto est une question de liberté et l’économie crypto est là pour rester. La crypto attire des jeunes, des gens qui n’ont pas participé aux marchés ». Il devra encore convaincre le Congrès, « où les préoccupations bipartites concernant le rôle de la crypto dans la fraude, la manipulation du marché et l’impact environnemental restent prévalentes ».

## Vie personnelle
Scott Bessent réside à Charleston, en Caroline du Sud. Il vit avec son mari, l'ancien procureur de New York, John Freeman. Le couple a deux enfants adoptifs. Après Pete Buttigieg, il est le second membre ouvertement homosexuel d'un cabinet et le premier dans un cabinet républicain. 
En 2016, Bessent achète la maison historique John Ravenel. Le projet de restauration de cette propriété a reçu le prix Carolopolis de la Preservation Society of Charleston en 2021,,,.
Il est un fidèle de l'église huguenote de Charleston.